# تغير المناخ (رواية)
تغير المناخ هي رواية للكاتبة هيلاري مانتل، نشرت لأول مرة في عام 1994 عن دار فايكينج بوكس. وصفته صحيفة ذا أوبزرفر بأنه أفضل كتاب كتبته. نشر في الولايات المتحدة عن دار هنري هولت في عام 1997، ووصفته مجلة نيويورك تايمز بوك ريفيو كأحد الكتب البارزة في ذلك العام. صنفت الرواية أيضًا على أنها واحدة من أفضل الروايات في التسعينيات.

## تاريخ النشر
- 1994، المملكة المتحدة، فايكينج، (ردمك 0-670-83051-8)، تاريخ النشر 31 مارس 1994، غلاف مقوى.
- 1995، المملكة المتحدة، بنغوين، (ردمك 0-14-012775-5)، تاريخ النشر 2 مارس 1995، غلاف ورقي.
- 1995، المملكة المتحدة، أولفرسكروفت، (ردمك 0-7089-3350-5)، تاريخ النشر 1 أغسطس 1995، قطع كبير.
- 1997، الولايات المتحدة، أوول بوكس، (ردمك 0-8050-5205-4)، تاريخ النشر يوليو 1997، غلاف عادي.
- 2003، الولايات المتحدة، بيكادور، (ردمك 0-312-42288-1)، تاريخ النشر سبتمبر 2003، غلاف عادي.
- 2005، المملكة المتحدة، فورث إستات، (ردمك 0-00-717290-7)، تاريخ النشر 4 مارس 2010، غلاف ورقي.
- 2010، الولايات المتحدة، هاربر، (ردمك 1-55468-896-5)، غلاف عادي.
- 2011، المملكة المتحدة، Whole Story Audiobooks، (ردمك 1-4074-8838-4)، تاريخ النشر 1 سبتمبر 2011، قرص مضغوط صوتي (قرأته ساندرا دنكان).[3]